# Gammarelli

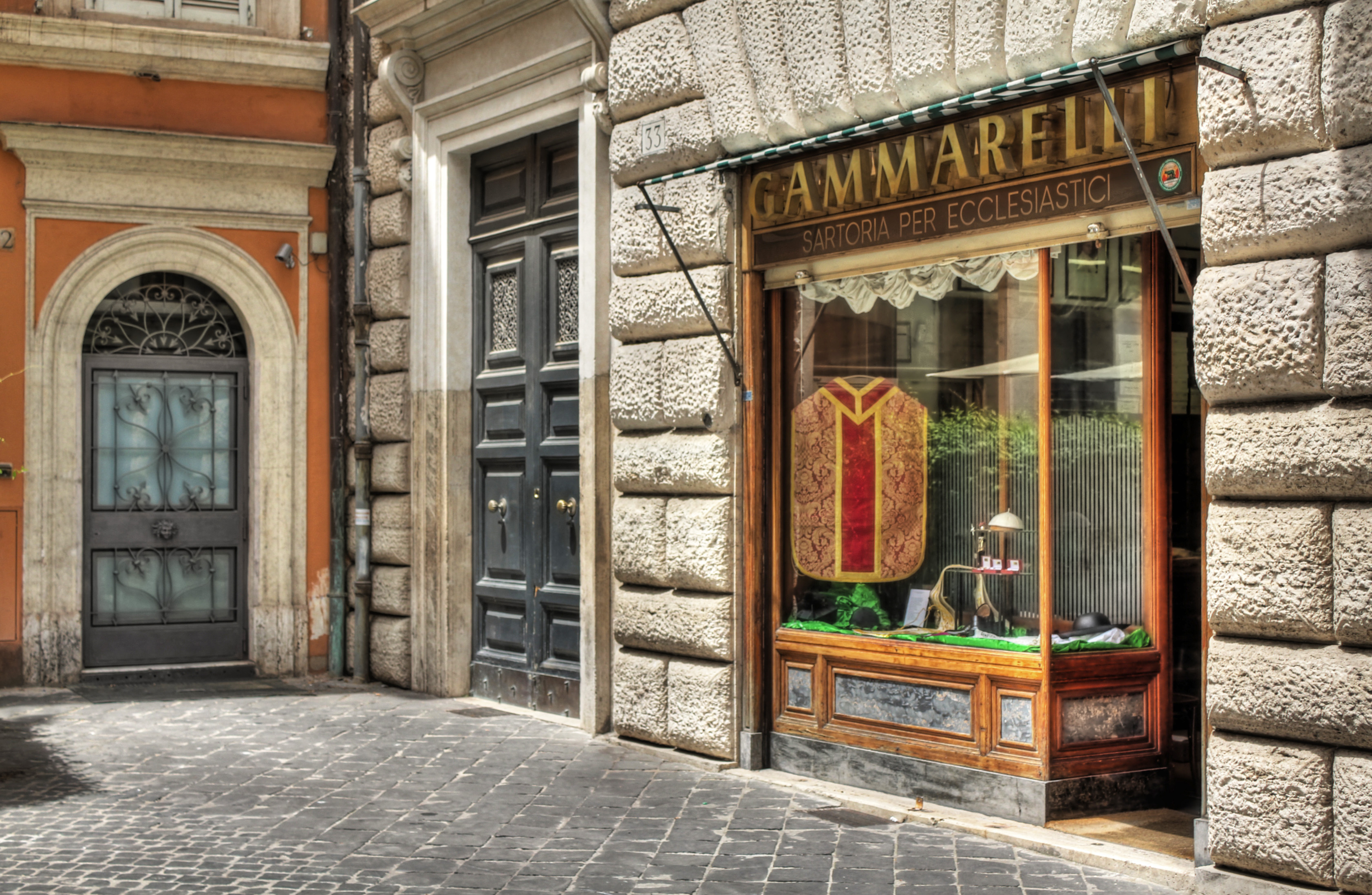
Façade de la boutique

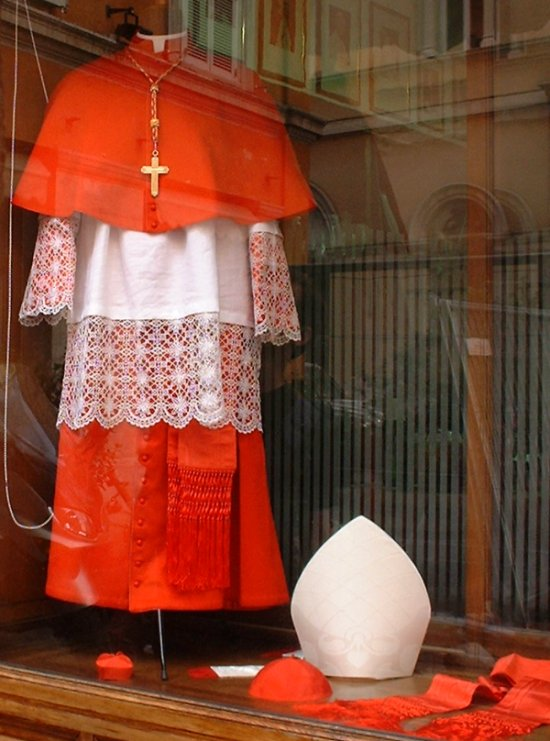
Vêtements de cardinal dans la vitrine de la maison Gammarelli

La maison Gammarelli est un atelier de couture romain spécialisé dans les vêtements ecclésiastiques. Il a été fondé dans les années 1790 par la famille Gammarelli. Installée au no 34 de la rue Santa Chiara depuis 1846, près du Panthéon, la boutique est le fournisseur exclusif des vêtements des papes depuis plusieurs décennies.
Aujourd'hui, Annibale Gammarelli, qui a fortement développé l'activité, transmet petit à petit tout son savoir à ses deux neveux et fils.
De célèbres personnalités politiques portent des chaussettes Gammarelli comme Édouard Balladur et François Fillon.
La maison Gammarelli figure dans le guide de voyages sur Rome Louis Vuitton.